# Colonia Almada
Colonia Almada é um município da província de Córdova, na Argentina.